# Кеті Голмс
Кейт Но́елл (Ке́ті) Голмс (англ. Kate Noelle 'Katie' Holmes; нар. 18 грудня 1978, Толідо, Огайо, США) — американська акторка кіно, театру та телебачення, режисерка та продюсерка.

## Життєпис
Народилася в місті Толедо штату Огайо наймолодшою з п'яти дітей (має трьох сестер і брата) адвоката з розлучень. Має англійське, ірландське, російське та німецьке коріння. У 14 років почала відвідувати модельну школу.

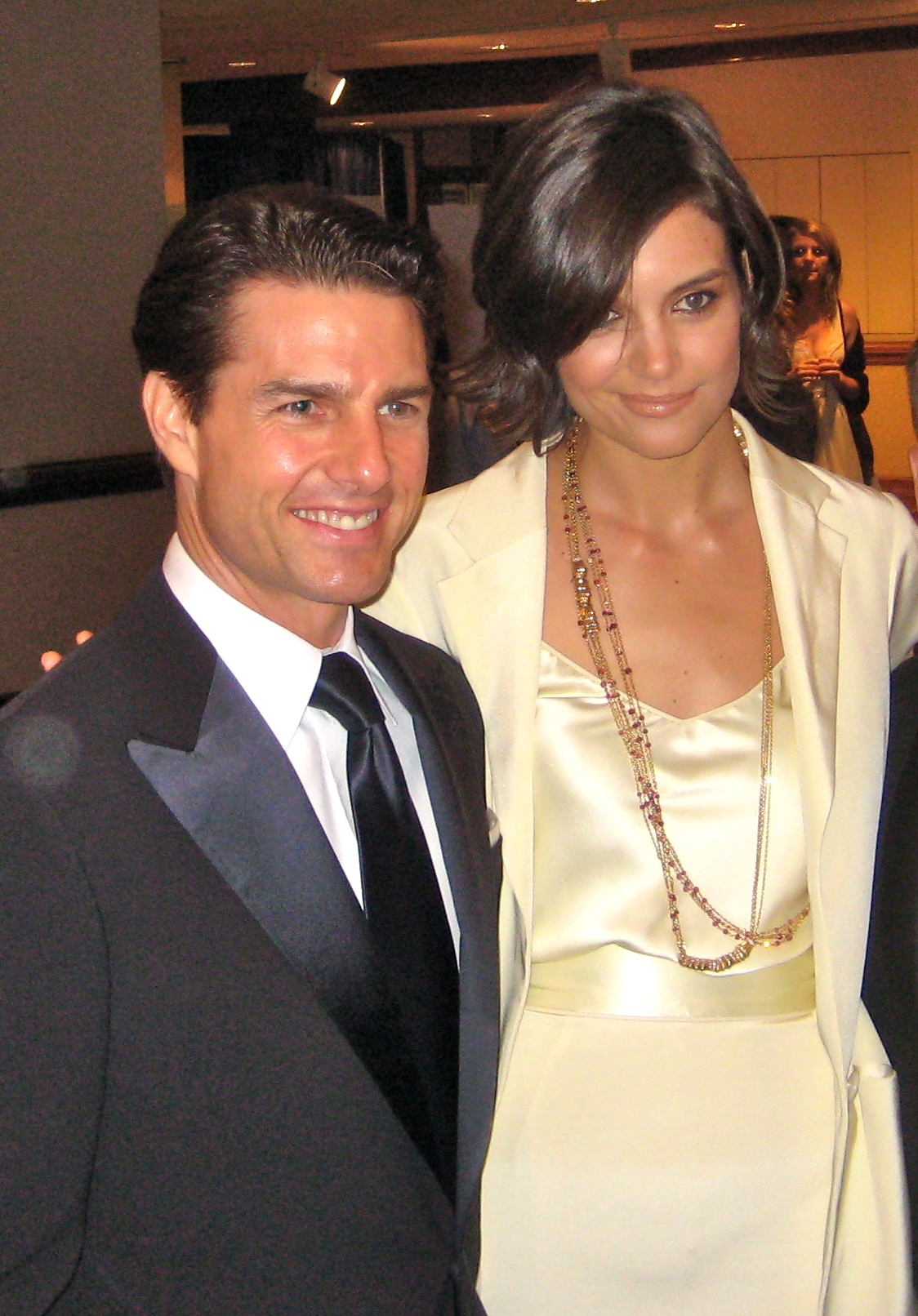
З Томом Крузом у травні 2009 року

Під час зйомок серіалу «Затока Доусона» зустрічалася з партнером по майданчику Джошуа Джексоном. З 2000 року була в стосунках з актором Крісом Кляйном — у 2003 році заручилося, на початку 2005 розійшлася.
У квітні 2005 року Голмс уперше публічно з'явилася з Томом Крузом. 18 квітня 2006 року народила доньку Сурі. Одружилася 18 листопада того ж року в Італії. 9 липня 2012 підписано ініційовану Голмс заяву про розлучення із задоволенням її вимоги одноосібної опіки, донька залишилася з нею в Нью-Йорку. 20 серпня 2012 розлучення офіційно завершено.
У листопаді 2018 року з'явилася інформація про шлюб Голмс з актором та співаком Джеймі Фоксом, з яким вона зустрічалась кілька років.

## Кар'єра
У 1996 році, прочитавши монолог з роману «Вбити пересмішника», Кеті Голмс отримала роль у фільмі Енга Лі «Крижаний вітер». 1997 року була запрошена в телесеріал «Баффі — переможниця вампірів», однак відмовилася через необхідність закінчити навчання. Наступного року пройшла проби на головну роль у телесеріал «Затока Доусона», де знімалася до 2003 року. Саме ця робота принесла Голмс популярність.
Першу головну кінороль виконала у 1999 році у фільмі «Убити місіс Тінгл». Найвідоміший кінофільм, де Голмс зіграла одну з головних персонажок, — картина Крістофера Нолана «Бетмен: Початок». Проте в продовженні, фільмі «Темний лицар», участі не брала: її замінила Меггі Джилленгол.

## Фільмографія
| Рік  | Назва                     | Оригінальна назва           | Роль                   | Примітки |
| ---- | ------------------------- | --------------------------- | ---------------------- | --- |
| 1997 | Крижаний вітер            | The Ice Storm               | Ліббетс Кейсі          | Перша професійна роль |
| 1998 | Непристойна поведінка     | Disturbing Behavior         | Рейчел Вагнер          | Кінонагорода MTV за найкращий прорив року Номінація–Премія «Сатурн» за найкращу роль молодого актора чи акторки                        |
| 1999 | Екстазі                   | Go                          | Клер Монтгомері        | |
| 1999 | Убити місіс Тінгл         | Teaching Mrs. Tingle        | Лі Енн Вотсон          | Перша провідна роль Номінація–Кінонагорода MTV за найкращий поцілунок Номінація–Teen Choice Awards                                     |
| 2000 | Вундеркінди               | Wonder Boys                 | Ганна Ґрін             | |
| 2000 | Дар                       | The Gift                    | Джесіка Кінг           | |
| 2002 | Покинута                  | Abandon                     | Кеті Берк              | |
| 2003 | Телефонна будка           | Phone Booth                 | Пемела Макфадден       | |
| 2003 | Детектив, що співає       | The Singing Detective       | Сестра Міллс           | |
| 2003 | Свято Ейпріл              | Pieces of April             | Ейпріл Бернс           | Номінація — Премія «Супутник» за найкращу жіночу роль                                                                                  |
| 2004 | Перша донька              | First Daughter              | Саманта Маккензі       | |
| 2005 | Бетмен: Початок           | Batman Begins               | Рейчел Доуз            | Номінація–Премія «Сатурн» за найкращу жіночу роль другого плану Номінація–Премія «Золота малина» за найгіршу жіночу роль другого плану |
| 2005 | Дякую вам за паління      | Thank You for Smoking       | Хізер Голловей         | |
| 2008 | Дурні гроші               | Mad Money                   | Джекі Трумен           | |
| 2010 | Екстрамен                 | The Extra Man               | Мері Павелл            | |
| 2010 | Романтики                 | The Romantics               | Лора                   | Також як виконавчий продюсер |
| 2011 | Не бійся темряви          | Don't Be Afraid of the Dark | Кім                    | |
| 2011 | Нічий син                 | The Son of No One           | Керрі Вайт             | |
| 2011 | Джек і Джилл              | Jack and Jill               | Ерін                   | Премія «Золота малина» за найгірший акторський дует Номінація–Премія «Золота малина» за найгіршу жіночу роль другого плану             |
| 2013 | Дні та ночі               | Days and Nights             |                        | Постпродукція |
| 2014 |                           | Mania Days                  | Карла                  | Екранізація |
| 2014 | Посвячений                | The Giver                   | Мати Джонаса           | |
| 2015 | Жінка в золоті            | Woman in Gold               | Пем Шенберг            | |
| 2017 | Удача Лохана              | Logan Lucky                 | Боббі Джо Логан Чапмен | |
| 2018 | Вісім подруг Оушена       | Ocean's Eight               | Кеті Голмс             | в епізоді |
| 2020 | Лялька 2: Брамс           | The Boy II                  | Ліза                   | |
| 2020 | Секрет: наважитися мріяти | The Secret: Dare to Dream   | Міранда Велс           | Також як сценарист, продюсер і режисер                                                                                                 |
| 2022 | Самотні удвох             | Alone Together              | Джун                   | Також як сценарист, продюсер і режисер                                                                                                 |

| Рік         | Назва                            | Оригінальна назва           | Роль           | Примітки                                                                                |
| ----------- | -------------------------------- | --------------------------- | -------------- | --------------------------------------------------------------------------------------- |
| 1998–2003   | Затока Доусона                   | Dawson's Creek              | Джої Поттер    | Основна роль; 128 епізодів Номінація–Teen Choice Awards (1999, 2000, 2001, 2002 & 2003) |
| 2001        | Суботнім вечором у прямому ефірі | Saturday Night Live         | Гість          |                                                                                         |
| 2008        | Ілай Стоун                       | Eli Stone                   | Грейс          | Епізод: «Грейс»                                                                         |
| 2011        | Клан Кеннеді                     | The Kennedys                | Жаклін Кеннеді | Основна роль; 8 епізодів                                                                |
| 2011 і 2013 | Як я зустрів вашу маму           | How I Met Your Mother       | Наомі          | Епізоди: «The Slutty Pumpkin Returns» і «The Poker Game»                                |
| 2017        | Клан Кеннеді: після Камелоту     | The Kennedys: After Camelot | Жаклін Кеннеді | Основна роль; 4 епізоди; також продюсер та режисер одного епізоду                       |
| 2025        | Покерфейс                        | Poker Face                  | Грета Фінч     | Епізод "Last Looks" другого сезону                                                      |

### Відеоігри
| Рік  | Назва         | Роль        | Примітки |
| ---- | ------------- | ----------- | -------- |
| 2005 | Batman Begins | Рейчел Доуз | Голос    |